# Farkas Lajos (festő)
Farkas Lajos (Tatatóváros, 1919. november 16. –  Sárvár, 1998. május 21.) festő.

## Életútja
1937 és 1943 között a Magyar Képzőművészeti Főiskolán tanult, ahol mesterei Szőnyi István, Elekfy Jenő, Varga Nándor Lajos és Nagy Sándor voltak. Eleinte Komáromban élt, majd 1958-tól Budapesten rendelkezett műteremmel. 1983-ban Ikervárra költözött.

## Díjak, elismerések
- 1940: Nemes Marcell-díj
- 1944: római ösztöndíj (nem élhetett a lehetőséggel).

## Egyéni kiállítások
- 1977 • Benczúr Terem, Nyíregyháza
- 1979 • Egry Terem, Nagykanizsa
- 1981 • Képcsarnok, Győr
- 1982 • Derkovits Terem, Szombathely • Medgyessy Terem, Debrecen
- 1993 • Életműkiállítás, Művelődési és Sportház, Szombathely
- 1996 • Savaria Tourist Galéria, Szombathely
- 1997 • Galéria Arcis, Sárvár
- 1998 • Emlékkiállítás, Művelődési Ház, Ikervár. Válogatott csoportos kiállítások

## Válogatott csoportos kiállítások
- 1987-90 • VI-VII. Dunántúli Tárlat
- 1989 • Vasi Tárlat, Szombathelyi Képtár, Szombathely
- 1995 • Karácsonyi Tárlat, Szombathely.